# Paul Weir
Paul Weir (* 16. September 1967 in Glasgow, Schottland) ist ein ehemaliger britischer Boxer im Halbfliegen- und Strohgewicht.

## Profikarriere
Im Jahre 1992 begann er erfolgreich seine Profikarriere. Am 25. Mai 1993, bereits in seinem 6. Kampf, boxte er im Strohgewicht gegen Fernando Martínez um den Weltmeistertitel des Verbandes WBO und siegte durch K. o. Diesen Gürtel verlor er allerdings bereits in seiner zweiten Titelverteidigung im Februar des darauffolgenden Jahres an Josué Camacho.
Am 23. November desselben Jahres, bereits in seinem nächsten Kampf, wurde Weir auch im Halbfliegengewicht WBO-Weltmeister, als er Paul Oulden durch einstimmigen Beschluss schlug. Im darauffolgenden Jahr verteidigte er diesen Titel gegen Ric Magramo und verlor ihn an Jacob Matlala.
Im Jahre 2000 beendete er seine Karriere.